# Brenda Miller
Brenda Miller (nascida em 1941) é uma artista visual pós-minimalista americana. Ela apresentou o seu trabalho na Bienal Whitney de 1973, bem como em oito exposições no Museu de Arte Moderna. Nascida no Bronx, ela estudou na Parsons e na Universidade do Novo México, e obteve um mestrado na Universidade Tulane em 1967, antes de voltar para a cidade de Nova York. Ela recebeu três bolsas do Fundo Nacional Para as Artes (1976, 1979 e 1987). O seu trabalho está nas coleções do Smithsonian American Art Museum, do Whitney Museum of American Art, do Museum Boijmans Van Beuningen, e do Harvard Art Museums.